# Norra Långtjärnen (Malungs socken, Dalarna)
Norra Långtjärnen är en sjö i Malung-Sälens kommun i Dalarna och ingår i Dalälvens huvudavrinningsområde. Sjön har en area på 0,103 kvadratkilometer och ligger 313,6 meter över havet. Sjön avvattnas av vattendraget Långtjärnbäcken.

## Delavrinningsområde
Norra Långtjärnen ingår i det delavrinningsområde (670594-139036) som SMHI kallar för Namn saknas. Medelhöjden är 337 meter över havet och ytan är 12,61 kvadratkilometer. Det finns inga avrinningsområden uppströms utan avrinningsområdet är högsta punkten. Långtjärnbäcken som avvattnar avrinningsområdet har biflödesordning 3, vilket innebär att vattnet flödar genom totalt 3 vattendrag innan det når havet efter 362 kilometer. Avrinningsområdet består mestadels av skog (41 procent) och sankmarker (52 procent). Avrinningsområdet har 0,43 kvadratkilometer vattenytor vilket ger det en sjöprocent på 3,4 procent.